# تاتسویوکی اوکویاما
تاتسویوکی اوکویاما (انگلیسی: Tatsuyuki Okuyama؛ زادهٔ ۳۰ ژانویهٔ ۱۹۷۶) بازیکن فوتبال اهل ژاپن است.
از باشگاه‌هایی که در آن بازی کرده‌است می‌توان به باشگاه فوتبال آلبیرکس نیگاتا اشاره کرد.